# Трарза
Трарза (араб. الترارزة, фр. Trarza) — область на заході Мавританії.
- Адміністративний центр - місто Росо.
- Площа - 67 800 км² [1], населення - 272 773 особи (2013 рік) [1].

## Географія

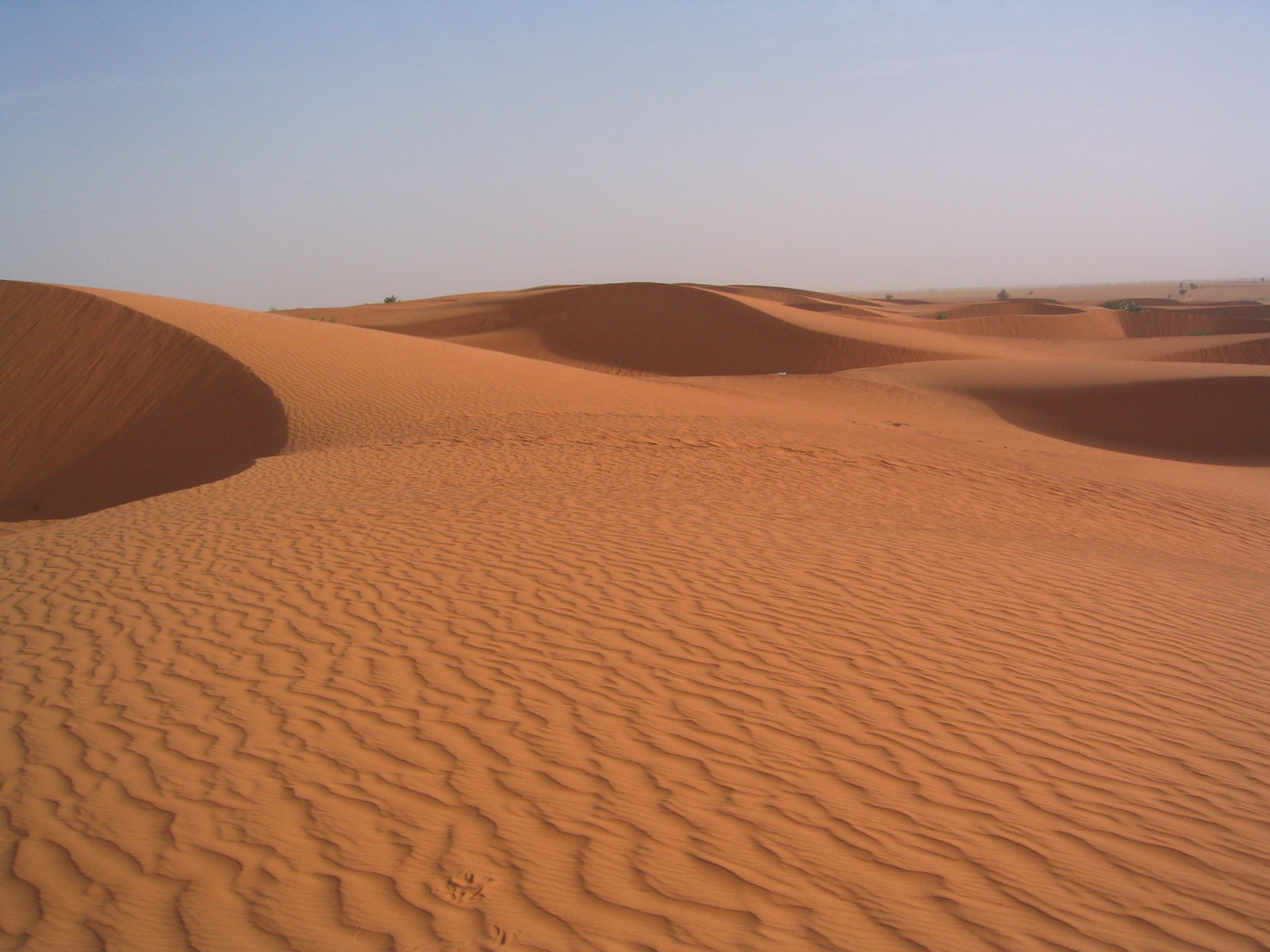
Дюни в області Трарза

На півночі межує з областю Інширі, на північному сході з областю Адрар, на сході з областю Бракна, на заході зі столичною областю Нуакшот, на півдні з Сенегалом по річці Сенегал. На заході виходить до Атлантичного океану.

## Історія
Близько 1640 року на цій території арабським (Битва на озері) плем'ям трарза утворений емірат. Утворився в результаті перемоги арабських племен під проводом Адді ульд Ахмеда в так званій «війні Шарр Бабба» з  берберськими імамами (марабутами) під орудою Агда аль-Мухтара. На чолі Трарзи стояли еміри з роду улед-ахмед бен даман. Панівною верствою емірату були хасани - військовий стан арабських завойовників. Підлегле становище займали бербери - марабути. Вони стояли на більш високому культурному рівні, ніж арабські племена, в їх віданні були головним чином релігійні функції. Нижче знаходилися групи ремісників, землеробів, рибалок та ін. Нижчу соціальну щабель займали харатини - чорношкірі раби. Усі стани повинні були нести повинності й платити численні податки. Емір був головним чином військовим ватажком і перший час не мав постійної резиденції, кочуючи зі своїм військовим табором (махзеном). Головним заняттям і джерелом доходів Хасанов були грабіжницькі військові походи на народи долини річки Сенегал.
В кінці XVII століття еміри Трарзи встановили перші контакти з французами, що поклали початок торгівлі гуміарабіком, який став головним об'єктом експорту мавританських еміратів. Французи заснували торгові контори на річці Сенегал, а еміри Трарзи зобов'язалися їх захищати і контролювали торгівлю гуміарабіком, яка приносила їм великі прибутки. Зростання могутності Трарзи почалося під час правління еміра Алі Шанзура (1703-1727 рр), якому вдалося перемогти головного суперника за гегемонію в регіоні - емірат Бракну . У 2-ій половині XVIII століття еміри Трарзи здійснювали регулярні походи на Південь проти держав долини річки Сенегал: Ваало, Джолоф та Кайор. Війни приносили хасанам видобуток у вигляді рабів, що зробило Трарзу великим центром работоргівлі. Вторгнення хасанів Трарзи привели до занепаду сенегальських держав. Інтереси Трарзи на півдні зіткнулися з протидією французів, які не бажали посилення впливу Трарзи на Вало. Це призвело до війни в 1825 році, яка закінчилася невдачею для Трарзи. Спроби зупинити французьку експансію робив емір Мухаммад аль-Хабіб (1827-1860 рр). У союзі з Бракною і Вало він почав війну, але в 1855 році зазнав поразки від французьких військ і відмовився від домагань на землі на південь від річки Сенегал. В кінці XIX століття емірат охопили внутрішні міжусобиці, невдоволення населення викликав свавілля хасанів. В 1901 - 1905 рр. французи організували в Мавританію місію під керівництвом К. Копполані. Він заручився підтримкою авторитетних духовних лідерів країни (з роду Сідіа), марабутів і нижчих станів, обіцяючи допомогу в боротьбі з всевладдям емірів і хасанів. У 1902 році Копполані домігся визнання емірату Трарза протекторатом Франції. Встановлена колоніальна система позбавила хасанів їх привілеїв, а еміри володіли лише номінальною владою, яку остаточно втратили в незалежній Мавританії.

## Адміністративно-територіальний поділ

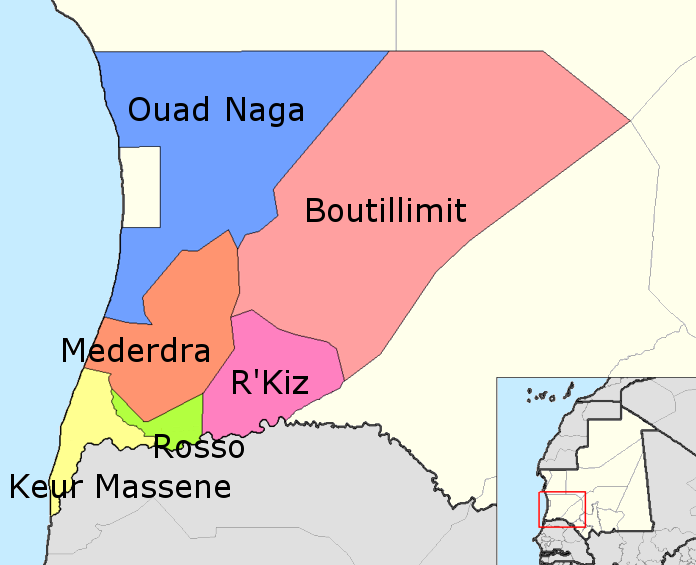
Департаменти області

Область ділиться на 6 департаментів:
- Бутиліміт (Boutilimit)
- Кер-Масен (Keur Massene)
- Медердра (Mederdra)
- Уад-Нага (Ouad Naga)
- Ркіз (R'Kiz)
- Росо (Rosso)